# Kafountine
Kafountine ist ein Dorf von rund 5000 Einwohnern und namensgebender Hauptort einer Landgemeinde (Communauté rurale) im Département Bignona der Region Ziguinchor, gelegen im Südwesten Senegals. Die Landgemeinde umfasst auf einer Fläche von 908 km² 19 Dörfer.
Kafountine liegt direkt am Atlantik und verfügt über einen feinen Sandstrand. Haupterwerbszweige sind der Fischfang und in zunehmendem Maße der Tourismus.

## Bevölkerung
Die letzten Volkszählungen ergaben jeweils folgende Einwohnerzahlen:
| Jahr | Einwohner |
| ---- | --------- |
| 1988 | …         |
| 2002 | 18.280    |
| 2013 | 31.340    |

## Verkehr
Kafountine wird nicht von dem Fernstraßennetz in Senegal erschlossen. Eine Verbindung zur N 5 bietet einzig eine 28 Kilometer lange asphaltierte Stichstraße, die von Diouloulou nach Kafountine führt und bei den Hotelanlagen am Strand südlich des Ortes endet. 
Über diese Stichstraße und die N5 erreicht man in Fahrtrichtung Norden gut den Banjul International Airport bei Yundum in Gambia und in der Gegenrichtung sind im Südosten Bignona und Ziguinchor erreichbar.

## Gemeindepartnerschaften
Mit der französischen Stadt Yzeure im Département Allier besteht eine Gemeindepartnerschaft und Entwicklungszusammenarbeit.